# Фаєтт Тауншип (округ Джуніата, Пенсільванія)
Фаєтт Тауншип (англ. Fayette Township) — селище (англ. township) в США, в окрузі Джуніата штату Пенсільванія. Населення — 3340 осіб (2020).

## Демографія
Згідно з переписом 2010 року, у селищі мешкало 3478 осіб у 1325 домогосподарствах у складі 991 родини. Було 1513 помешкання
Расовий склад населення:
| - 97,6 % — білих - 0,6 % — чорних або афроамериканців - 0,2 % — азіатів - 0,1 % — корінних американців |

До двох чи більше рас належало 1,0 %. Частка іспаномовних становила 1,3 % від усіх жителів.
За віковим діапазоном населення розподілялося таким чином: 24,9 % — особи молодші 18 років, 58,3 % — особи у віці 18—64 років, 16,8 % — особи у віці 65 років та старші. Медіана віку мешканця становила 40,9 року. На 100 осіб жіночої статі у селищі припадало 100,9 чоловіків; на 100 жінок у віці від 18 років та старших — 97,8 чоловіків також старших 18 років.
Середній дохід на одне домашнє господарство становив 65 058 доларів США (медіана — 45 163), а середній дохід на одну сім'ю — 69 766 доларів (медіана — 52 070). Медіана доходів становила 43 446 доларів для чоловіків та 26 250 доларів для жінок. За межею бідності перебувало 18,9 % осіб, у тому числі 32,6 % дітей у віці до 18 років та 17,7 % осіб у віці 65 років та старших.
Цивільне працевлаштоване населення становило 1626 осіб. Основні галузі зайнятості: роздрібна торгівля — 22,6 %, виробництво — 18,1 %, освіта, охорона здоров'я та соціальна допомога — 13,3 %, будівництво — 11,3 %.